# Янош Бринза
Янош Бринза (рум. Ianoș Brînză; нар. 12 вересня 1998, Кишинів, Молдова) — молдовськийфутболіст, воротар клубу румунської Ліги II «Політехніка» (Ясси).

## Клубна кар'єра
Народився в Кишиневі. Вихованець столичної «Дачії». За першу команду не провів жодного офіційного матчу. Натомість з 2015 по 2017 рік виступав в оренді за «Дачію-2» (Кишинів) та «Політехніку» (Ясси). Наприкінці липня 2017 року підписав контракт з клубом румунської Ліги II «Ботошані». З 2019 по 2022 рік виступав в оренді спочатку за «Петролул», а потім — за «Політехніку». Згодом підписав повноцінний контракт з ясським клубом.

## Кар'єра в збірній
Виступав за молодіжну збірну Молдови.